# Анізол
Анізол, або метоксибензен — органічна сполука з хімічною формулою CH3OC6H5. Це безбарвна рідина із запахом, що нагадує насіння анісу, і насправді багато його похідних містяться в природних і штучних ароматизаторах. Сполука в основному виготовляється синтетичним шляхом і є прекурсором інших синтетичних сполук. За структурою це етер (−O−) з приєднаною метильною (−CH3) та фенільною (−C6H5) групами. Анізол є звичним реактивом як для практичного, так і педагогічного значення.
Його можна отримати шляхом реакції Вільямсона; феноксид натрію реагує з галогенідом метилу з утворенням анізолу.

## Реактивність
Анізол вступає в реакцію електрофільного ароматичного заміщення більш швидше, ніж бензен, який, у свою чергу, реагує швидше, ніж нітробензен. Підвищена нуклеофільність анізола порівняно з бензеном відображає вплив метоксилової групи, яка робить кільце більш насиченим електронами. Метоксилова група сильно впливає на пі-зв'язок кільця як мезомерний донор електронів, більше, ніж як індуктивна електроно-акцепторна група, незважаючи на електронегативність кисню. Якщо говорити більш кількісно, рівняння Гаммета для пара-заміщення анізолу становить –0,27.
Наочним прикладом проявів його нуклеофільності є те, що анізол реагує з оцтовим ангідридом, утворюючи 4-метоксиацетофенон:
CH3OC6H5  +  (CH3CO)2O    →   CH3OC6H4C(O)CH3  +  CH3COOH
Внаслідок впливу метоксилової групи, на відміну від більшості ацетофенонів, метоксиацетофенон піддається повторному ацетилюванню. Було продемонстровано багато пов'язаних реакцій. Наприклад, пентасульфід фосфору (P4S10) перетворює анізол на реактив Ловессона, [(CH3OC6H4)PS2]2.
Також зазначаючи багате електронами кільце, анізол легко утворює π-комплекси з карбонілами металів, наприклад Cr(η6-анізол)(CO)3.
Ефірний зв'язок дуже стабільний, але метильну групу можна видалити за допомогою сильних кислот, таких як йодидна кислота або трихлорид бору: 
 CH3OC6H5 + HI  →  HOC6H5 + CH3I
Відновлення за Берчем анізолу дає 1-метоксициклогекса-1,4-дієн.

## Отримання
Анізол отримують метилюванням натрію феноксидуфеноксиду натрію диметилсульфатом або хлорометаном:
 2 C6H5O− Na+  +  (CH3O)2SO2   →    2 C6H5OCH3  +  Na2SO4

## Застосування
Анізол є прекурсором для парфумів, феромонів комах і фармацевтичних препаратів. Наприклад, синтетичний анетол отримують з анізолу.

## Безпека
Анізол є відносно нетоксичним з LD50 3700 мг/кг у щурів. Його головна небезпека – займистість.

## Дивись також
- Анетол
- Броманізол
- Бутилгідроксіанізол(інші мови)
- Етер
- Етилфеніловий етер
- Фенол

## Зовнішні посилання
- International Chemical Safety Card 1014
- Pherobase pheromone database entry